# Dudinka
Dudinka (russisk: Дудинка, tr. Dudinka) er en by i Rusland.
Dudinka ligger ved floden Jenisej, der hvert år omkring maj/juni går over sine bredder og oversvømmer kajanlægget. Havnen i Dudinka, der er tilgængelige for oceangående skibe, bruges til at udskibe malm til forarbejdning i Murmansk. Malmen ankommer via tog fra minerne omkring byen Norilsk via en 100 kilometer lang jernbane.